# Les Deux Missionnaires
Pour plus de détails, voir Fiche technique et Distribution.
Les Deux missionnaires (Porgi l'altra guancia) est un film franco-italien réalisé par Franco Rossi, sorti en 1974.

## Synopsis
À Macaraïbo, le Marquis Gonzaga règne en maître sur le commerce et la population vit dans la misère. Père J. et Père Pedro, deux missionnaires, décident de l'affronter pour pouvoir améliorer la situation et se livrer à des activités plus ou moins licites...

## Fiche technique
- Titre original : Porgi l'altra guancia
- Réalisation : Franco Rossi
- Scénario : Augusto Caminito, Franco Rossi, Fausto Saraceni (en), Gianfranco Clerici et Nino Marino (it) d'après une histoire de Rodolfo Sonego
- Directeur de la photographie : Gábor Pogány
- Montage : Giorgio Serrallonga (en)
- Musique : Guido et Maurizio de Angelis
- Production : Dino De Laurentiis
- Genre : aventures, comédie
- Pays de production :  Italie,  France
- Durée : 88 min
- Dates de sortie :
  - Italie : 21 décembre 1974
  - Allemagne de l'Ouest : 16 janvier 1975
  - France : 18 juin 1975
- Vidéo : Sortie en VHS, Mais toujours inédit en DVD.

## Distribution
- Terence Hill (VF : Jacques Thébault) : Père J.
- Bud Spencer (VF : Claude Bertrand) : Père Pedro
- Robert Loggia (VF : Gabriel Cattand) : Le marquis Gonzaga
- Jean-Pierre Aumont : Monseigneur François Delgado
- Mario Pilar : Menendez
- Salvatore Basile (es) (VF : William Sabatier) : Monseigneur Jimenez
- Jacques Herlin (VF : Jacques Dynam) : L'évêque
- Mario Erpichini (VF : Jean Michaud) : Le patron de la boîte
- Luigi Antonio Guerra (VF : Jacques Ciron) : Le garde dans la barque
- Maria Cumani Quasimodo : La marquise Gonzaga

## Autour du film
- Le décor de la scène d'ouverture du film sera à nouveau utilisé pour en faire le bureau du ministre dans Banana Joe.
- Lors d'une bagarre générale, Terence Hill monte sur une table puis saute afin d'esquiver des bandits venant de tous les côtés. L'acteur effectuera à nouveau cette même acrobatie dans Deux super-flics.